# Casa de la Cultura Franz Tamayo
La Casa de la Cultura Franz Tamayo es una  institución cultural de la ciudad de La Paz en Bolivia. Ubicada en el Centro Histórico y siendo parte del Casco Urbano Central, se constituye en un importante hito urbano.
Nominada en honor al político y poeta Franz Tamayo la institución alberga un teatro denominado Modesta Sanginés, salas de exposición y la Biblioteca Costa de la Torre, importante Centro Documental Municipal.

## Historia
El edificio que alberga las actividades de esta institución  es parte de patrimonio cultural de Bolivia, contando con el valor de Monumentos, fue construido durante la gestión del alcalde Luis Nardín Rivas y diseñado por el arquitecto César Zumarán
Durante las manifestaciones sociales que suelen llevarse a cabo en la Plaza Mayor de San Francisco, sufrió en varias ocasiones roturas de vidrios a manos de manifestantes.
El edificio fue remodelado durante la gestión del alcalde Armando Escobar Uria.

## Arquitectura

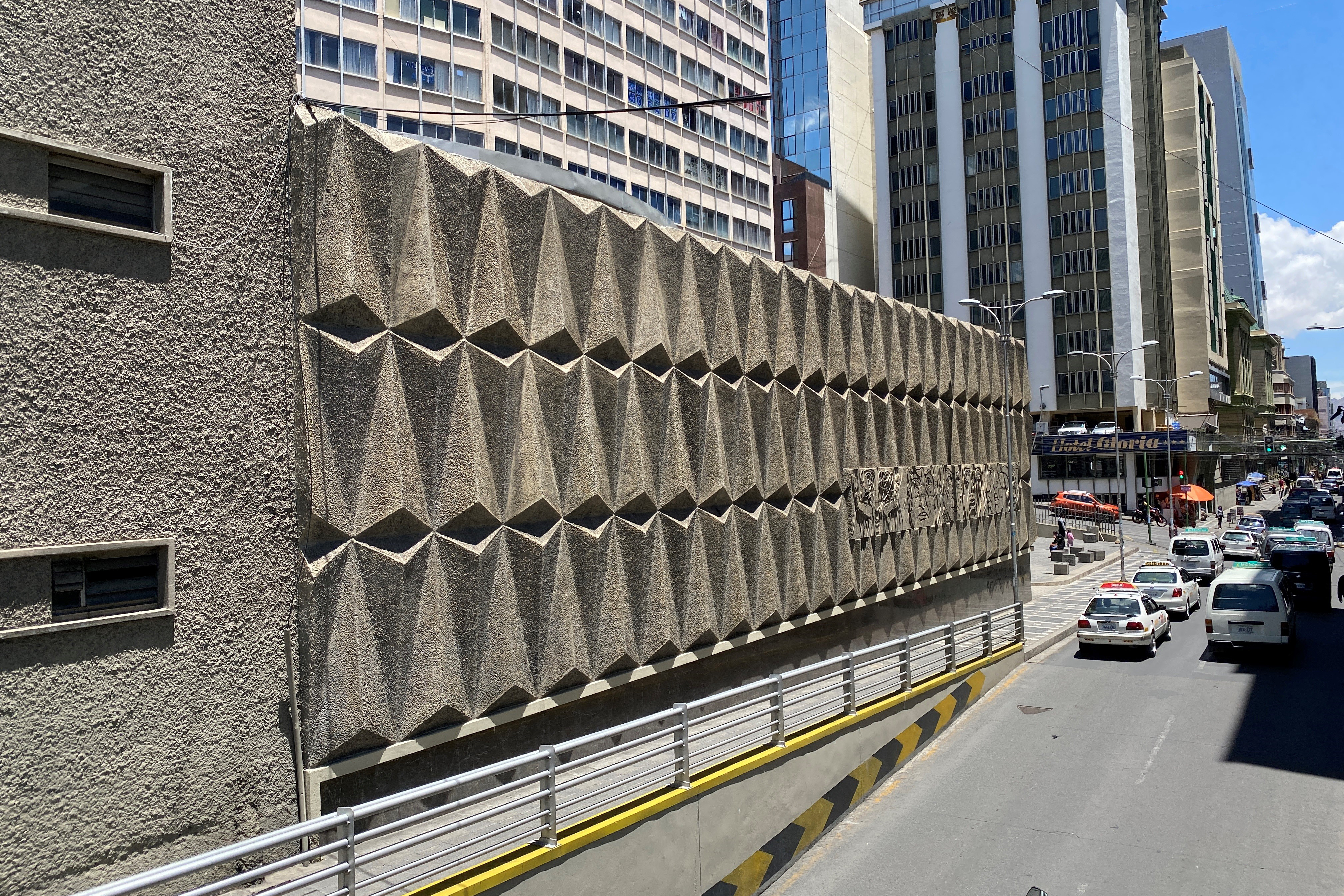
Fachada lateral de la Casa de la Cultura Franz Tamayo

La edificación presenta dos materiales predominantes, el cristal y el concreto, la fachada hacia la Avenida Mariscal Santa Cruz es enteramente acristalada y las fachadas laterales son paños enteros de hormigón moldeado y texturado con motivos piramidales acogiendo dos de ellas frisos artísticos igualmente desarrollados en piezas de concreto. Además la fachada del edificio cuenta con grabados y motivos andinos, en una de las esquinas de la fachada, se puede observar un grabado de Inti, dios del sol y una de las deidades más importantes de la mitología incaica.

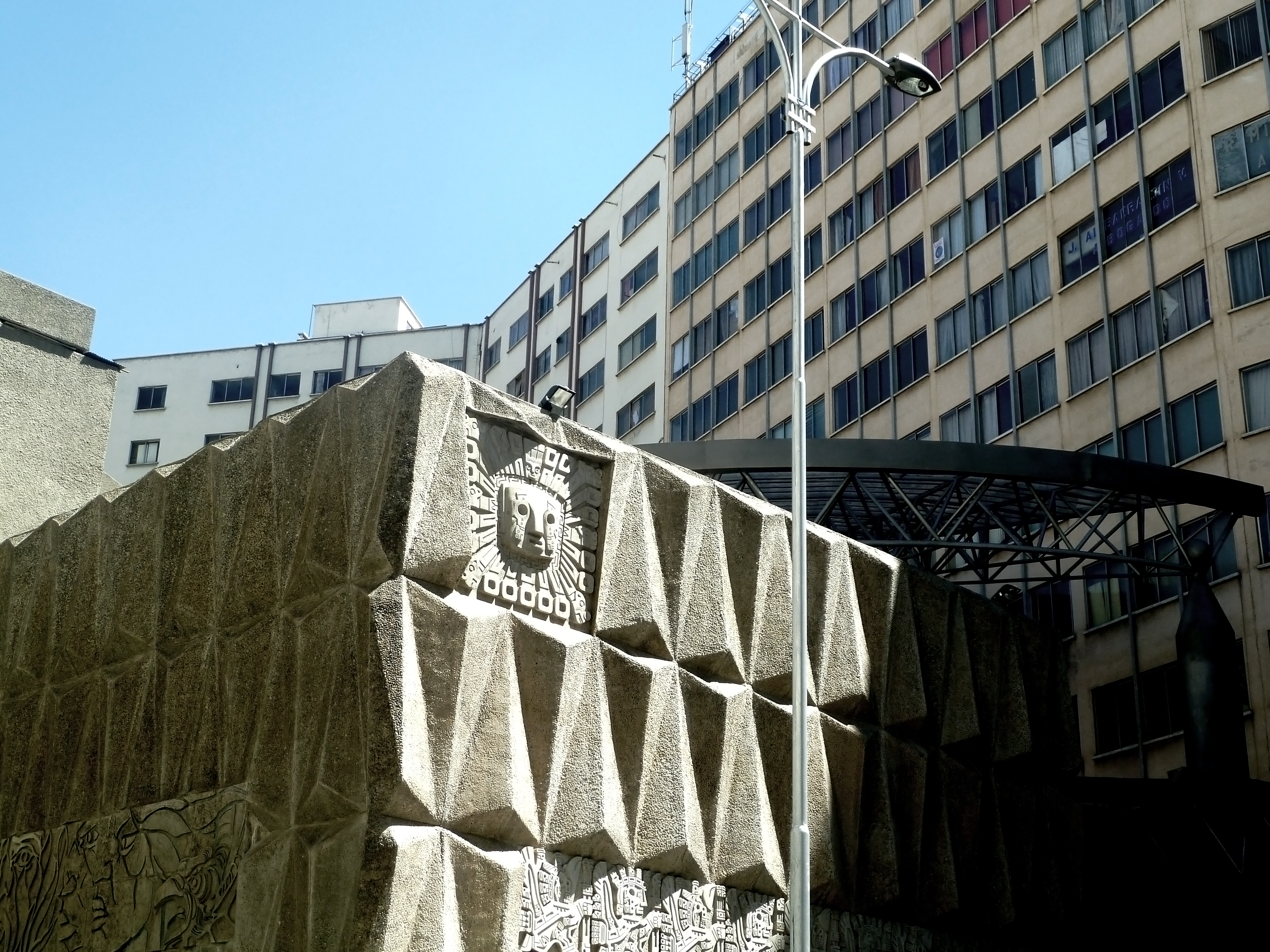
Detalle lateral de fachada

Colindante en la parte posterior con la Plaza de las Culturas la casa de la Cultura tiene un acceso que desemboca en esta plaza, este acceso posterior se halla flanqueado por áreas de circulación peatonal y ocio ornamentados con escultura contemporánea.

## Escultura

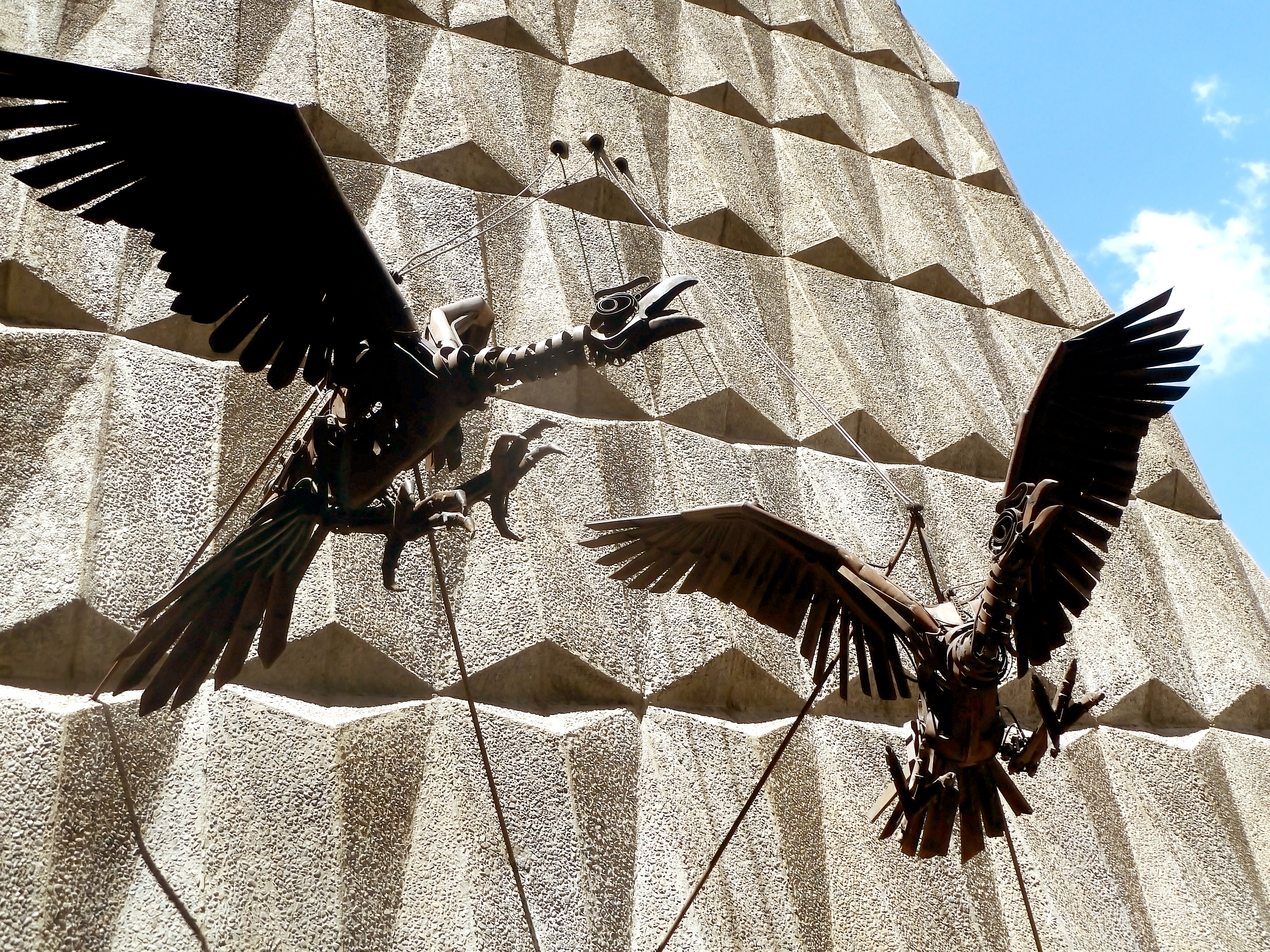
Cóndores en vuelo

La fachada lateral se halla ornamentada con la escultura de dos cóndores en vuelo, obra de Ricardo Pérez Alcalá.

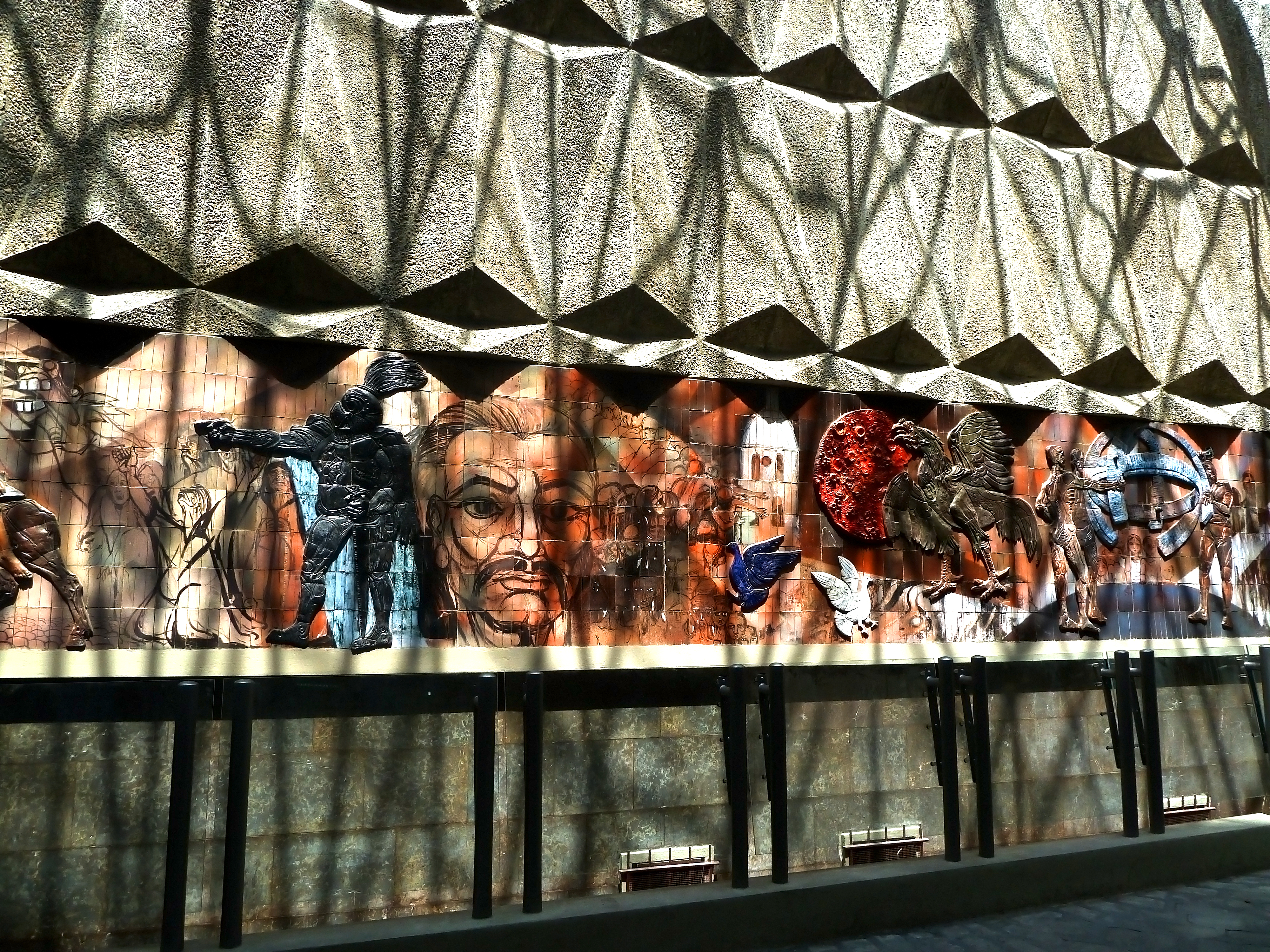
Mural hacia la plaza de las Culturas